# Anderson (futbolista)
Anderson Luis da Silva (nacido el 22 de diciembre de 1972) es un exfutbolista brasileño que se desempeñaba como defensa.
Jugó para clubes como el Paulista, Albirex Niigata, Atlético Sorocaba, Coritiba y Ponte Preta.

## Trayectoria

### Clubes
| Club              | País   | Año         |
| ----------------- | ------ | ----------- |
| Paulista          | Brasil | 2001 - 2002 |
| Albirex Niigata   | Japón  | 2003 - 2004 |
| Atlético Sorocaba | Brasil | 2004        |
| Paulista          | Brasil | 2005        |
| Coritiba          | Brasil | 2005 - 2006 |
| Ponte Preta       | Brasil | 2007 - 2008 |